# Réussir sa vie (film)
Pour l’article homonyme, voir Réussir sa vie.
Pour plus de détails, voir Fiche technique et Distribution.
Réussir sa vie est un film à sketches réalisé par Benoît Forgeard, sorti en 2012.

## Synopsis
Le film est composé de 3 parties  intitulées La Course nue, Belle-Île-en-Mer et L’Antivirus, à l'origine trois courts-métrages autonomes, mais formant un ensemble cohérent, articulés par des intermèdes dans lesquels Benoît Forgeard se met lui-même en scène en tant que réalisateur.

## Fiche technique
- Réalisation : Benoît Forgeard
- Scénario : Benoît Forgeard
- Producteur : Emmanuel Chaumet
- Production :  Ecce Films
- Photographie : Hervé Lodé, Yannig Willmann
- Musique : Bettina Kee, Emiliano Turri
- Genre : comédie[3],
- Montage : Nicolas Boucher, Benoît Forgeard
- Pays de production : France
- Langue : français
- Durée : 84 minutes
- Date de sortie : 
  - France : 4 avril 2012

## Distribution
- Alka Balbir : Alex
- Darius : Denis Fraise / Michel / Le doyen de l'université
- Sylvain Dieuaide : Greg
- Benoît Forgeard : Bruno
- Anne-Laure Morin : Daphne
- Anne Steffens : Maud Delmas

## Critiques
Pour Le Monde, le film « déjoue les codes avec joie ». Pour Les Inrocks, le film se situe entre Rohmer et Groland.